# Alojz Pirnat
Alojz Pirnat, slovenski teolog in pedagog, * 1947.
Je predaval na Teološki fakulteti v Ljubljani in v Mariboru. Leta 1984 je doktoriral iz duhovne teologije. Od leta 2014 stanuje pri Sv. Juriju ob Taboru, kjer je tudi duhovni pomočnik.

## Nazivi
- docent (1987)